# Julia Bell
Julia Bell (28 de janeiro de 1879 - 26 de abril de 1979) foi uma cientista inglesa pioneira em genética humana.

## Biografia
Ela frequentou o Girton College em Cambridge e fez o exame Mathematical Tripos em 1901. Entretanto, como as mulheres na época não podiam receber oficialmente diplomas de Oxford ou Cambridge, ela recebeu um mestrado no Trinity College, em Dublin, por seu trabalho investigando a paralaxe solar no Observatório de Cambridge. Em 1908, ela se mudou para a University College London e lá obteve um cargo como assistente de estatística.
Seu mentor foi Karl Pearson (1857–1936), um dos fundadores da estatística moderna, que em 1914 pediu a ela que aumentasse a experiência da equipe do Laboratório Galton graduando-se em medicina.  Ela estudou na London School of Medicine for Women (Royal Free Hospital). Ela se formou em 1922 e foi eleita membro do Royal College of Physicians em 1938.
Trabalhando como membro da equipe permanente do Medical Research Council no Galton Laboratory, University College, Julia Bell fez um trabalho pioneiro na documentação da natureza familiar de muitas doenças. Ela escreveu a maioria das seções de uma série única conhecida como The Treasury of Human Inheritance, publicada entre 1909 e 1956, do The Galton Lab. A "combinação de treinamento matemático, conhecimento genético e experiência clínica de Bell rendeu inúmeras percepções importantes sobre a herança humana que apareceram pela primeira vez no Treasury ", observou Harper. Treasury of Human Inheritance de Julia Bell "permanece um valioso registro científico e histórico da genética de um espectro de importantes doenças hereditárias".
Em 1937, Julia Bell publicou um artigo de destaque com JBS Haldane, que relatou uma ligação entre os genes para daltonismo e hemofilia no cromossomo X. Esta descoberta foi um marco fundamental para o mapeamento do genoma humano.
Julia continuou trabalhando ativamente por vários anos. Aos 82 anos, escreveu um artigo sobre rubéola e gravidez; ela se aposentou aos 86 anos. Manteve contato com a genética até sua morte aos 100 anos.
Além da síndrome de Martin-Bell, agora conhecida como síndrome do X frágil, o nome de Julia Bell está associado a cinco formas de braquidactilia.